# БОК-1
БОК-1 — советский стратосферный самолёт, созданный под руководством В. А. Чижевского в 1934 году.

BOK-1

Цель создания: полёты на больших высотах (около 12-13 км).

## Технические характеристики
Площадь крыла у БОК-1 составляла 78,8 м². Самолёт имел вставную герметичную кабину, утечка воздуха из которой была сведена к минимуму. Вес пустого БОК-1 составлял 3,5 тонны, а максимальный взлётный вес — 4,1 тонны. Средняя скорость составляла 230 км/ч. Практический потолок составлял 14 км.

## История
Самолёт был спроектирвован под руководством советского авиаконструктора Владимира Антоновича Чижевского в 1934 году. 13 декабря 1935 года машина впервые поднялась в небо. За штурвалом был военный лётчик-испытатель И. Ф. Петров. До конца 30-х годов БОК-1 использовался как летающая лаборатория для испытания высотных двигателей. Однако дальше следы самолёта теряются.